# شاندور شارا
شاندور شارا (مجاری: Sándor Sára؛ ‏۲۸ نوامبر ۱۹۳۳ - ۲۲ سپتامبر ۲۰۱۹) فیلم‌بردار، کارگردان فیلم اهل مجارستان بود. از فیلم‌ها یا مجموعه‌های تلویزیونی که وی در آن‌ها نقش داشته‌است می‌توان به سندباد اشاره نمود.